# S (文化)
S级（Kurasu Esu），或S kankei，缩写为S或Esu，是20世纪早期的日本和製英語术语，是指描写战前日本少女、女学生之间强烈羁绊的少女小说（shōjo shōsetsu）文学类型或现实中的友好关系。是从sister的首字母来的行话。尤其是上层阶级和下层阶级的两个人之间的强迫式浪漫关系。S是一个缩写，可以代表“sister”（姐妹），「shōjo」（年轻女孩），“sex”（性）， “schön”（德语：漂亮）和“escape”（逃避）。

## 历史
S级与1914年成立的全女性寶塚歌劇團有联系，该团作品的特点是故事中的角色无论男女均由女性扮演。在这种特殊的爱情风格中，受宝冢影响的女性回归日常生活，对女同学或同事产生迷恋。这种类型的浪漫关系通常被视为短暂的，更像是成长过程中的一个阶段而不是真正的同性恋行为；只要这些关系仍然局限于青春期阶段，她们就被认为是正常的，甚至是精神上的。这些关系很常见，有人提出十分之八的女学生间都有S级关系。 Dōseiai（"same sex/gender love"）是20世纪初创造的另一个用来描述女性同性关系的术语，包括两个都是很女性化的女性同性伴侣和一个男性化一个女性化的女同性伴侣（也称为ome）。在当时的大众媒体中有人提出，宝冢的“男役”（扮演男性角色的女性）使女性在S级关系中成为ome伴侣关系(butch 和 femme)，并且在可接受的情况下坚持同性恋关系。Jennifer Robertson在她的理论中总结了这一点，并说“很多女性都被宝冢‘男役’所吸引，因为她们代表了能够成功地协调性别及其角色和领域的模范女性。”
当时女子学校的建立非常迅速：到1913年，有213所女校。西方小说《小婦人》和《小公主》分别于1906年和1910年被翻译成日语，以教育女孩成为“好妻子和聪明的母亲”。然而，这些作品还向日本女孩介绍了西方的老同，姐妹情谊和浪漫關係的概念。《小妇人》中小男孩似的女孩Jo尤其让日本女孩对青春期有了不同的看法。1936年，S级故事被日本政府禁止。随着男女同校的学校越来越多，S级关系变得更加谨慎。
吉屋信子是一位颇具影响力的S级小说作家，也是女同性戀，她活跃于日本大正和昭和时期，参与了青鞜的女性主义运动。现代百合轻小说中强烈借鉴了S级小说的有《瑪莉亞的凝望》。它被认为是吉屋信子《花物語》的现代版。